# Ettore Piergiovanni
Ettore Piergiovanni (fl. XX secolo) è stato un attore italiano.
Attivo durante l'era del muto. Ha anche diretto tre film nei primi anni '20.

## Filmografia

### Attore
- Michele Perrin, regia di Eleuterio Rodolfi (1913)
- Madre, regia di Carmine Gallone (1917)
- Quando si ama, regia di Giuseppe de Liguoro (1917)
- La danza della vita e della morte, regia di Giuseppe Pinto (1917)
- Le rose del miracolo, regia di Giuseppe Pinto - cortometraggio (1917)
- Lilly Pussy, regia di Ugo Falena (1917)
- La bella salamandra, regia di Amleto Palermi (1917)
- A Santa Lucia, regia di Ugo Falena (1917)
- Il tank della morte, regia di Telemaco Ruggeri (1917)
- Il Mistero dei Montfleury (1918)
- I bimbi di nessuno (1918)
- Il campo maledetto (1918)
- Il giardino del silenzio (1918)
- La sagra dei martiri (1918)
- Malacarne, regia di Dillo Lombardi (1918)
- Anime gemelle, regia di Giuseppe Pinto (1918)
- Vendicami, regia di Giuseppe Pinto (1918)
- La morte che assolve, regia di Alberto Carlo Lolli (1918)
- Madonna di neve, regia di Alfredo De Antoni (1919)
- La maschera e il volto, regia di Augusto Genina (1919)
- I due crocifissi, regia di Augusto Genina (1920)
- Hedda Gabler, regia di Gero Zambuto e Giovanni Pastrone (1920)
- Forse che sì forse che no, regia di Gaston Ravel (1921)
- La crisi, regia di Augusto Genina (1921)
- Povere bimbe, regia di Giovanni Pastrone (1923)
- La freccia nel cuore, regia di Amleto Palermi (1925)
- La giovinezza del diavolo, regia di Roberto Roberti (1925)

### Attore e regista
- Fiamma! (1920)
- La fabbrica dell'imprevisto (1920)
- Rondini nel turbine (1921)